# Instituto Europeo de Innovación y Tecnología
Instituto europeo de Innovación y Tecnología o IEIT (en inglés EIT: European Institute of Innovation and Technology) es un organismo de la Unión Europea (UE) establecido en 2008 para “fortalecer la capacidad de innovación” de los Estados miembros de la Unión. El Instituto está integrado en Horizonte Europa, el Programa Marco de Investigación e Innovación de la UE.
El objetivo principal del programa es contribuir a la competitividad de Europa y a un crecimiento económico sostenible, así como la creación de empleo mediante la promoción y el fortalecimiento de las sinergias y cooperación entre empresas, instituciones educativas y organizaciones de investigación.
Con un presupuesto de casi 3.000 millones de euros para el periodo 2021-2027, el IEIT impulsará —según la Comisión Von der Leyen— “la recuperación de la economía, así como la transición ecológica y digital, con el fin de construir una sociedad más sostenible y resiliente”.

## Historia
En febrero de 2005, el proyecto fue lanzado por el presidente de la Comisión, José Manuel Durão Barroso. En marzo siguiente, 130 eurodiputados proponen que el IET tenga su sede en los edificios del Parlamento Europeo en Estrasburgo.

## Objetivos
El IET pretende ser una órgano ligero, flexible en el que se formarán licenciados, doctores, donde se practicará la investigación y la innovación, tanto en ámbitos estratégicos como en la gestión científica y de innovación.
Uno de los objetivos marcados es poder competir con otros complejos tecnológicos como el Instituto Tecnológico de Massachusetts (MIT). También la situación internacional está cambiando y pretende servir de competencia al desarrollo continuo de India y China. Se estima que China produce actualmente más graduados en matemáticas, ciencia y tecnología cada año que toda la UE.